# NOH Men 能面
『NOH Men 能面』（英語: NOH Men）は、David TorricoとKimi Meguroによって2020年から2021年に製作された日本、スペイン合作ドキュメンタリー映画である。
音楽家 David Torrico「Sindicato de Periodistas」のミュージックビデオでもある。 

## 概要
同作品で、1968年から1997年までモスクワ国際映画祭の偶数年版として開催されていた、アジア・アフリカ・ラテンアメリカ諸国映画祭（第13回タシケント映画祭ニュージェネレーション部門）に監督 Kimi Meguro が招待された。
同じく2021年、第17回アテネデジタルアーツフェスティバルのビデオアート部門に選出された。
出演の小川純、能面制作団体である清宝会が、第60回福島県芸術祭にて功労賞。制作ユニットとしての活動は、この年で終了となっている。

## コンセプト
能面を25年以上作っている80代の男性との交流と、近年、減少傾向にある能面クリエイターの家（アトリエ）を撮影。逆に、欧米においてはユニークなビジュアルである能面への関心は高い。
Kimi Meguro（フランス語版）監督の次回作である『Pueblo』においても、神楽面が劇中で使用されている。『NOH Men』撮影時の取材によってわかった神楽のことを、国際共同製作で活かす形となっている。

## スタッフ
- 監督・撮影・編集：Kimi Meguro（スペイン語版）
- 音楽：David Torrico

## キャスト
- 小川純
- 清宝会
- Kimi